# Amstel Gold Race 1995
L'Amstel Gold Race 1995, trentesima edizione della corsa, valida per la Coppa del Mondo, si svolse il 22 aprile 1995 su un percorso di 250 km da Heerlen a Meerssen. Fu vinta dallo svizzero Mauro Gianetti, che terminò in 6h 38' 52".

## Ordine d'arrivo (Top 10)
| Pos. | Corridore          | Squadra         | Tempo    |
| ---- | ------------------ | --------------- | -------- |
| 1    | Mauro Gianetti     | Polti-Vaporetto | 6h38'52" |
| 2    | Davide Cassani     | MG Maglificio   | s.t.     |
| 3    | Beat Zberg         | Carrera         | a 27"    |
| 4    | Olaf Ludwig        | Deutsche Tel.   | s.t.     |
| 5    | Jesper Skibby      | TVM             | s.t.     |
| 6    | Alberto Elli       | MG Maglificio   | s.t.     |
| 7    | Johan Museeuw      | Mapei-GB        | s.t.     |
| 8    | Steven Rooks       | TVM             | s.t.     |
| 9    | Gianluca Bortolami | Mapei-GB        | s.t.     |
| 10   | Michele Bartoli    | Mercatone Uno   | s.t.     |